# Ахмет
Ахме́т (каз. Ахмет) — село у складі Нуринського району Карагандинської області Казахстану. Адміністративний центр та єдиний населений пункт Ахметського сільського округу.
Населення — 1221 особа (2021; 1396 у 2009, 1727 у 1999, 1977 у 1989).
Національний склад станом на 1989 рік:
- казахи — 61 %.

Станом на 1989 рік село називалось Ентузіаст, у радянські часи називалось також Ахметаул.